# Route nationale 356
Die Route nationale 356, kurz N 356 oder RN 356, ist eine französische Nationalstraße, die 1933 erstmals festgelegt wurde. Sie führte über eine Strecke von 36 Kilometern nach Bapaume. In den 1990er Jahren wurde die Nummer erneut verwendet für eine Schnellstraße zwischen Lille-Fives und Roubaix. Bis auf das Teilstück zwischen der A1 und A22 wurde diese 2006 zur Départementstraße 656 abgestuft.